# 인후
인후(印侯, 1250년~1311년)는 고려 후기 원나라에서 귀화한 정치인이다. 본명은 쿠라다이(忽刺歹)이다.
1274년(고려 원종 15) 충렬왕 비 제국대장공주(齊國大長公主)를 따라와 고려에 귀화하여 중랑장에 보임되었다. 충렬왕이 그를 장군으로 임명하려고 이름을 바꾸라고 하자, 그는 당시 고려의 대장군이었던 인공수(印公秀)더러 “내가 당신과 친한 사이이니 당신의 성(姓)을 빌리고 싶소.”라 부탁하고서 인후라고 이름을 바꾸었다. 장순룡(張舜龍)·차신(車信)과 함께 다투어 저택을 지었는데, 분수에 넘치게 지극히 사치하였다.
1280년(충렬왕 6)에 대장군으로서 원나라에 사신으로 다녀왔다. 1277년 조인규(趙仁規)와 함께 원나라에 가서 새매〔鷂子〕를 바쳤으며, 충렬왕이 응방(鷹坊)을 없애려고 할 때 이를 반대하였다.
1278년에 조인규와 함께 경상도에 가서, 몽골 군사로서 본국에 귀환하는 자는 부모가 허락한 아내를 제외하고는 대동하지 못하게 하는 일을 맡았고, 같은 해에 조인규와 함께 다시 경상도에 가서 유민(流民)을 찾아내 호적에 올렸다. 이듬해에는 조인규와 함께 원나라에 가서 전함을 수리할 것을 보고하였다.
원나라에서 김주(金州) 등에 진변만호부(鎭邊萬戶府)를 둘 때 원나라로부터 소용대장군진변만호(昭勇大將軍鎭邊萬戶)에 임명되어 호부(虎符) 및 직인(職印)을 하사받았다. 이 때 합포(合浦)에 있으면서 전라·경상도 백성을 괴롭혔다.
1286년 부지밀직(副知密直)에 임명되고, 적(籍)을 승평군(昇平郡)에 두었으며, 그 뒤 판밀직지도첨의찬성사(判密直知都僉議贊成事) 등의 관직을 거쳐 1298년 광정사참지기무(光政事參知機務)에 임명되었다가 곧 중대광 첨의시랑 찬성사 판병조감찰사사(重大匡僉議侍郎贊成事判兵曹監察司事)에 임명되었다. 이 무렵 재상 한희유(韓希愈)에게 사감이 있어 그를 무고해 해도(海島)로 몰아냈으나, 뒤에 무고가 탄로나 파직당하고 원나라에 있다가, 한희유가 죽은 뒤 자의도첨의사사 평양군(咨議都僉議司事平壤君)에 임명되고 다시 만호부가 되었다.
충선왕이 복위한 뒤 첨의밀직(僉議密直)에 임명되었다가 검교정승(檢校政丞)이 더해졌고, 충근보우공신(忠勤輔佑功臣)의 호를 받았다.
시호는 장혜(莊惠)이다. 아들 인승광(印承光)과 서자 인승단(印承旦)을 두었다. 아들 인승광은 벼슬이 호군(護軍)에 이르렀다. 그의 딸은 원간섭기 권문세족으로 성장한 원주 원씨(原州元氏) 원경(元卿)의 아들 원선장(元善長)과 혼인하였다.

## 가족 관계
- 아들 : 인승광(印承光)
- 서자 : 인승단(印承旦)
- 딸 : 연안 인씨
- 사위 : 원선장(元善長)

## 인후가 등장하는 작품
- 《왕은 사랑한다》 (MBC, 2017년~2017년, 배우: 김재운)